# جوان بوش
جوان بوش (بالإسبانية: Juan Bosch)‏ هو كاتب سيناريو ومخرج إسباني، ولد في 1926 في Valls ‏ في إسبانيا، وتوفي في 17 نوفمبر 2015 في برشلونة في إسبانيا.

## وصلات خارجية
- جوان بوش على موقع IMDb (الإنجليزية)
- جوان بوش على موقع ألو سيني (الفرنسية)
- جوان بوش على موقع أول موفي (الإنجليزية)
- جوان بوش على موقع قاعدة بيانات الأفلام السويدية (السويدية)
- جوان بوش على موقع قاعدة بيانات الفيلم (الإنجليزية)
- جوان بوش على موقع كينوبويسك (الروسية)